# Lerotholi Letsie
Lerotholi Letsie a été le chef suprême du Basutoland de 1891 à 1905.

## Éléments biographiques
Lerotholi était le premier fils de Letsie I, chef suprême morena e moholo, au Basutoland de 1870 à 1891. Pour autant, l'accession de ce premier fils à ce titre a donné lieu à des querelles. Pour désamorcer la querelle prévisible entre ses fils Letsie et Molapo, son grand-père Moshoeshoe avait organisé vers 1869 une relation entre Senate, une demi-sœur aînée de Letsie dont la mère était la femme principale de Moshoeshoe, et Josefa Molapo, le fils de son deuxième fils Molapo. Le premier fils de ces derniers devait ainsi prendre la succession en tant que chef suprême, morena e moholo. Letsie avait lui-même une relation avec sa cousine Maneella, qui devint plus tard la femme principale de Lerotholi. Cependant, à la mort de Letsie en 1891, ce n'est pas Motšoene, le fils mineur de Senate et Josefa, mais Lerotholi qui fut finalement choisi pour succéder à son père. Lerotholi s'était distingué lors de la guerre Seqiti par des avancées courageuses dans l'État libre d'Orange. Lors de la guerre des armes à feu de 1880 à 1881, il a combattu les troupes de la colonie du Cap.
Après avoir été nommé morena e moholo, Lerotholi construisit le siège de son pouvoir près de Matsieng, comme son père, car le Thaba Bosiu qui lui revenait était occupé par son oncle Masopha. Le règne de Lerotholi fut marqué par un renforcement de la position du chef suprême, ou morena e moholo, par rapport aux chefs locaux. Les autorités coloniales britanniques, sous la direction du commissaire-résident Lagden, tentaient ainsi de centraliser le Basutoland, pour le pacifier, le contrôler plus facilement, et renforcer la légitimité des chefs suprêmes. En contrepartie, Lerotholi fut harcelé par des parents proches et dut agir contre le rebelle Masopha sous la pression des autorités britanniques. Il finit par le battre militairement en 1898 à Thaba Bosiu. En 1903, un Basutoland National Council (BNC, qui peut être traduit à peu près en "Conseil national du Basutoland")  réunissait les chefs locaux, dont  Lerotholi, comme outil de cohésion. Ce BNC a eu une fonction consultative, mais il a également adopté 18 lois qui ont régi la vie des Basotho. Elles furent appelées Laws of Lerotholi ("Lois de Lerotholis").

## Postérité
Lerotholi meurt en 1905. Son successeur en tant que chef suprême (morena e moholo) est le fils aîné de sa seconde épouse, Letsie Lerotholi, sous le nom de Letsie II,.
Au XXIe siècle, le prince héritier de la famille royale du Lesotho, Lerotholi David Mohato Bereng Seeiso, né et baptisé (David) en 2007, est aussi prénommé Lerotholi en l'honneur de Lerotholi Letsie.